# Giovanni Battista Ferrero
Giovanni Battista Ferrero (Pinerolo, ... – Torino, 10 luglio 1627) è stato un arcivescovo cattolico italiano.

## Biografia
Giovanni Battista Ferrero nacque in data sconosciuta a Pinerolo, da una nobile famiglia locale, vestendo l'abito dei Domenicani già dall'età di 14 anni.
Apprezzato nelle sue doti dal duca Carlo Emanuele I di Savoia, che lo elesse in un primo momento a suo confessore, per poi proporlo alla Santa Sede come arcivescovo di Torino, istanza che venne prontamente accolta.
Il suo episcopato fu breve: morì il 10 luglio 1627.

## Stemma
| Immagine | Blasonatura |
| -------- | --- |
| \| \|    | Giovanni Battista Ferrero Arcivescovo di Torino Bandato d'argento e di rosso a sei pezze. Motto: Christus mihi adiutor |
|          | |